# Monument Highland Division
Het Monument Highland Division (High Division Memorial) is een monument in de Nederlandse plaats Schijndel dat de acties van de Schotse 51e (Hoogland) Infanteriedivisie tijdens de Tweede Wereldoorlog herdenkt.
Deze acties begonnen op 23 oktober 1944 en duurden tot 7 november 1944 en stonden bekend als Operatie Colin en Operatie Guy Fawkes. Hierbij werd een gebied van 800 km2 ten zuiden van de Maas bevrijd dat zich uitstrekte van Schijndel tot Geertruidenberg.
Het monument werd op 23 oktober 1994 ingewijd en is een bronzen beeldengroep die een meisje voorstelt dat bloemen aan een Schotse highlander aanbiedt. Het geheel is geplaatst op een groot blok uit Schotland afkomstig graniet. Een plaquette geeft details van de acties weer. Een haag voor het monument is geknipt in de vorm van het embleem van de divisie. Oorspronkelijk stond het monument op de Vlagheide, waar de operatie begonnen is. Het is uiteindelijk naar de huidige, meer prominente, plaats overgebracht alwaar het op 15 september 1996 onthuld is.
Het motto van de Divisie luidde, in het Gaelic: Là a bhlair 's math na càirdean (op de dag van de veldslag is het goed om vrienden te hebben). Het monument werd vervaardigd door Alan Beattie Herriot.